# Шидловский, Андрей Петрович
Андре́й Петро́вич Шидло́вский (17 [29] ноября 1818, Воронежская губерния — 7 [19] мая 1892, Киевская губерния) — российский астроном и геодезист, педагог, доктор астрономии и математики, заслуженный ординарный профессор и декан физико-математического факультета в киевском Императорском университете св. Владимира, действительный статский советник.

## Биография
Родился 17 (29) ноября 1818 года. Его отец принадлежал к воронежскому дворянству и владел родовым поместьем со 100 крепостными.
В 1837 году со степенью кандидата окончил курс физико-математического отделения философского факультета Харьковского университета. Ещё студентом особенно интересовался астрономией. С 1837 по 1841 год слушал лекции в Дерптском университете, был учеником В. Я. Струве и наблюдателем астрономической обсерватории Дерптского университета. В Дерпте Шидловский сдал в 1841 году экзамен на степень магистра философии, а затем написал и защищал магистерскую диссертацию: «Bestimmung der Кonstante der Nutation aus den graden Aufsteigungen von a Ursae minoris».
В 1841 году при содействии В. Я. Струве, назначенного директором Пулковской обсерватории, начал работать в ней сверхштатным астрономом и оставался до окончания её постройки в 1843 году; в 1842 году участвовал в астрономической экспедиции в Липецк для наблюдения солнечного затмения. В 1843 году принял участие в хронометрической экспедиции по определению разницы долготы Пулковской и Альтонской обсерваторий.
В 1843—1848 годах — экстраординарный профессор Харьковского университета (до 1846 года — исполняющий должность, в которой был утверждён после получения степени доктора математики и астрономии), с ноября 1848 года — ординарный профессор. В 1845 году, по его инициативе и под его непосредственным наблюдением, была устроена в университетском саду временная астрономическая обсерватория для практических занятий со студентами и для определения широты и долготы Харькова.
В 1846 году работал в Финляндии, под руководством Вольдштета, при производстве астрономо-геодезических работ по русско-скандинавскому градусному измерению. В 1847—1848 годах производил определение широты и долготы многих мест Харьковской, Воронежской, Полтавской и Курской губернии и Земли Войска Донского. В апреле 1849 года по поручению В. Я. Струве произвёл астрономические измерения в Измаиле. В 1851 году участвовал в экспедиции по наблюдению полного солнечного затмения, в Елисаветграде, но наблюдения не состоялись из-за неблагоприятной погоды.
В 1856—1869 годах — профессор Киевского университета Св. Владимира и директор Киевской астрономической обсерватории. В 1866 году был избран деканом физико-математического факультета.
В 1863 году стал  членом-учредителем Астрономического общества в Гейдельберге и одним из наиболее деятельных его членов. В 1864 году, по случаю 25-летия Главной астрономической обсерватории был награждён орденом Св. Анны 2-й степени.
В 1868 году вышел по выслуге лет в отставку, но читал по поручению Совета лекции по астрономии и геодезии по найму до 1 июня 1869 году. В следующем году был назначен директором Белоцерковской гимназии, которая при нём была вскоре преобразована в реальное училище, директором которого он был до 1874 года; 22 декабря 1872 года был произведён в действительные статские советники. Выйдя окончательно в отставку, Шидловский жил последовательно в Дерпте, Выборге и Риге. В 1871 году, в виде награды по службе, Шидловскому с высочайшего соизволения была уступлена, на правах частного покупателя, часть земли в селе Карабачин, в Радомысльском уезде Киевской губернии (260 десятин). Здесь он провёл последние годы жизни и скончался 7 (19) мая 1892 года. 

## Избранная библиография
- «Bestimmung der Constante der Nutation aus den graden Aufsteigungen von α Ursae minoris, beobachtet in Dorpat am Meridiankreise von 1822 bis 1838» (диссертация, Дерпт, 1841 год);
- «Наблюдения солнечного затмения 1842 года в Липецке» (1842);
- «Производство астрономических и геодезических наблюдений в Лапландии, на северной оконечности русского градусного измерения в 1840»;
- «Экспедиция для определения долготы Новгорода, Москвы, Рязани и Тулы»;
- «Экспедиция для определения долготы Пулкова и Альтоны» (1844);
- «Производство астрономических и геодезических наблюдений на южной оконечности русского градусного измерения на Дунае в 1849 г.»;
- «Руководство к сферической астрономии» (в 2-х томах, 1866 год);
- «Отчет об астрономическом путешествии совершенном в 1847 и 1848 годах», 1853).